# Olaf Irlenkäuser

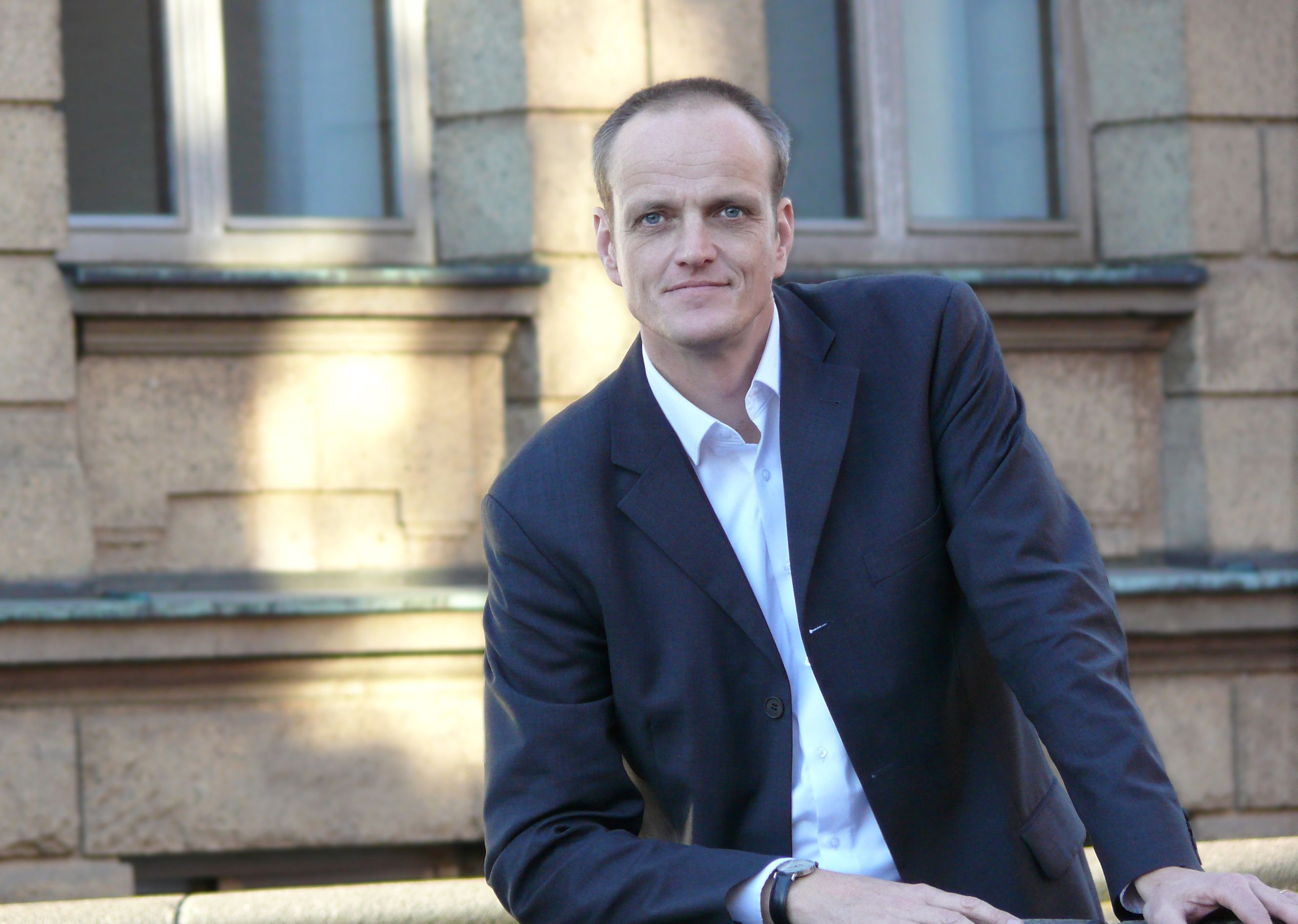
Olaf Irlenkäuser (2012)

Olaf Irlenkäuser (* 27. Mai 1966 in Mannheim) ist ein deutscher Publizist und Verlagsgeschäftsführer.

## Werdegang
Olaf Irlenkäuser studierte nach einer Ausbildung zum Sortimentsbuchhändler Slavistik, Germanistik und Osteuropäische Geschichte in Trier, Moskau und Köln. Er war zunächst Lektor für Osteuropäische Sprachen im Suhrkamp Verlag, später für deutsche und internationale Literatur sowie für Kriminalromane und Sachbücher im Rotbuch Verlag. Anschließend war er als freier Autor und Lektor für zahlreiche deutsche Verlage und Institutionen tätig, u. a. für Hoffmann & Campe, Piper, Edition Körber-Stiftung, Murmann Verlag. 2009 wurde er Verlagsleiter im Murmann Verlag (Hamburg), seit 2013 ist er Co-Geschäftsführer des Wachholtz Verlag/Murmann Publishers. Im Jahr 2022 übernahm er gemeinsam mit Britta Lange die Leitung des Literaturhauses Schleswig-Holstein.
Irlenkäuser war und ist Mitglied in zahlreichen Jurys, u. a. Paul-Celan-Preis Darmstadt, Hamburger Förderpreise für Literatur und literarische Übersetzungen, Lessing-Preis Hamburg, Neue Prosa Kiel.
Einige Jahre hatte er einen Lehrauftrag an der Universität Hamburg, seit 2016 hat er einen Lehrauftrag der Fachhochschule Kiel im Bereich Journalismus und Medienwirtschaft. Er publizierte u. a. zu russischer Literatur, zu norddeutscher Geschichte und Literatur sowie zum Buchwesen allgemein.
Ehrenamtlich engagiert sich Irlenkäuser im Vorstand des Freundeskreises der Stiftung Naturschutz Schleswig-Holstein.

## Veröffentlichungen (Auswahl)

### Monografien
- Amsterdam. Ein literarischer Kneipenführer. Hamburg 2001 ISBN 978-3-434-53078-7.
- Russland in Hamburg. Hamburg 2007 ISBN 978-3-8319-0281-1.
- Landhäuser & Villen in Hamburg: Blankenese. Berlin 2008 ISBN 978-3-941092-11-2.
- Baukultur in der Lüneburger Heide. Berlin 2009 ISBN 978-3-941092-14-3.
- Schlösser und Herrenhäuser in Schleswig-Holstein aus der Luft. Fotograf Dirk Laubner. Neumünster 2014 ISBN 978-3-529-05345-0.

### Herausgeberschaften
- Anna Achmatowa: Ich lebe aus dem Mond, du aus der Sonne. Liebesgedichte. Frankfurt am Main 2000
  - wieder unter dem Titel Liebesgedichte. insel taschenbuch, Frankfurt 2003 ISBN 978-3-458-20003-1.
  - sowie udT Ich lebe aus dem Mond. Insel-Bücherei, Berlin 2013 ISBN 978-3-458-34646-3.
- Russische Liebesgeschichten. Hamburg 2003 ISBN 978-3-434-54515-6.
- Hamburg. 69 Dichter und ihre Stadt. Hgg. gemeinsam mit Stephan Samtleben. Hamburg 2006 ISBN 978-3-455-50009-7.
- Das Buch der Bücher Hrsg., gemeinsam mit Rainer Vollmar. Hamburg 2006 ISBN 978-3-455-50008-0.
- zusammen mit Martin Lätzel: Schleswig-Holstein. Literaturland im Norden. Von Achterwehr bis Wrist, von Andersen bis Zaimoglu. Kiel 2021, ISBN 978-3-529-05068-8.
  - Hörbuch: Stimme Stephan Benson u. a., Hamburg 2006 ISBN 978-3-455-30477-0.